# 꼰다오 제도
꼰다오 제도(베트남어: Côn Đảo / 崑島)는 베트남 동남부 바리어붕따우성의 군도이다. 전역은 바리어붕따우성 꼰다오현(Huyện Côn Đảo / 縣崑島)에 속한다.

## 개요
꼰다오 섬은 붕타우에서 185km 떨어진 앞바다에 크고, 작은 16개의 섬으로 구성된다. 육지 면적은 총 75.15km2, 가장 큰 꼰선섬 같은 유인도에 약 7000명이 살고 있다. 꼰선섬에는 꼰다오 공항이 있고, 230km 떨어진 호치민시 사이에 노선이 개설되어 있다.
섬은 다양한 시대에 형성된 암장암으로 이루어져있다. 혼바이깐 섬(Hòn Bảy Cạnh) 홍까우 섬(Hòn Cau), 혼봉란 섬(Hòn Bông Lan)은 백악기의 결정질의 심성암(Cretaceous microgranit rocks)으로 구성된다. 꼰다오 섬의 북쪽 섬은 석영 섬록암과 중생대 후기부터 신생대 초기의 화강암 (화강 섬록암)으로 이루어지며, 부분적으로 제4기의 해양 퇴적물로 덮여 있다. 남쪽의 섬과 혼바 섬(Hòn Bà)은 유문암과 시기불명의 관입으로 구성된다. 꼰다오 섬의 서쪽 경사면은 섬록암과 심성암을 관통하는 석영대(quartz bands)가 노출되어 있다.

## 역사
제도는 과거 크메르 왕조의 지배 지역이며 코 트라치(Koh Tralach)라는 이름으로 알려졌었고, 17세기까지 킨족이 정착했다.
1702년 7월 16일 영국 동인도 회사는 콘손 섬에 정착지를 만들고 인도 · 중국 항로의 집산 거점으로 삼았다. 3년 후인 1705년 3월 2일 영국 주재원들은 베트남인들에게 살해되고 공장은 파괴되고, 또한 남은 자들도 섬에서 쫓겨났다.
베트남 응우옌 왕조의 내전이 한창이던 1787년, 자롱제는 프랑스와 〈베르사유 조약〉을 맺고, 꼰다오 섬을 프랑스에 할양했다. 그러나 이때 프랑스는 자롱제를 제대로 지원하지 못했고, 조약은 파기되었다.
이후 1861년 제도는 프랑스의 지배 하에 놓였다. 프랑스령 인도차이나 정부는 꼰다오 섬을 ‘풀로 콘도르 제도’라고 불렀다. 이것은 제도의 말레이어 호칭인 풀로 콘도르(Pulo Condore)에서 유래한 것이다. 그 후, 꼰다오 섬은 '호랑이 코'라는 별명으로 알려진 열악한 감방을 가진 꼰다오 감옥으로 악명을 떨쳤다. 베트남 민족주의자들은 이 감옥에 보내져 형기를 보냈다. 후에는 베트남 정부에 의해 베트남 공산주의 지도자들을 이곳에 보내 ‘재교육’시켰다. 19세기 이후 연인원 20만 명의 정치범이 수용되어 2만 명 이상이 죽었다. 현재는 바다거북의 산란 등 풍부한 자연과 베트남 독립 · 혁명 희생자 위령 목적으로 관광객이 많이 방문한다.

## 꼰다오 국립공원
1984년 제도 중 많은 섬들이 꼰다오 국립공원으로 보호 하에 두었다. 이 환경보전 지역은 1998년에 더욱 확대되었다. 역내에서 보호 대상으로 취급되는 동물은 대모, 바다거북, 돌고래, 듀공이 포함된다. 보호 대상이 되는 생태계에는 해초 조장, 맹그로브, 산호초가 포함되어있다.
꼰다오 국립공원과 세계자연기금은 더 넓은 해역에서의 보호 활동, 해초 조장, 산호초의 보전과 지속 가능한 관광 산업의 확립에 진력하고 있다. 제도의 행정은 균형 잡힌 개발을 목표로 지속 가능한 환경 자원의 활용에 힘을 쏟고 있다.